# Dorcus parallelipipedus
El ciervo volante menor (Dorcus parallelipipedus) es una especie de coleóptero de la familia Lucanidae.

## Características
El macho mide entre 2 y 3 cm de longitud, con la cabeza grande y ancha. Son de color negro, con fuertes mandíbulas y antenas en forma de maza con lamelas —laminillas formadas por los últimos artejos— en forma de peine, sin que puedan agruparse. Los élitros tienen suaves ornamentaciones longitudinales. Los ojos se disponen en los extremos laterales de la cabeza. La larva se halla en la albura de los troncos de árboles muertos.

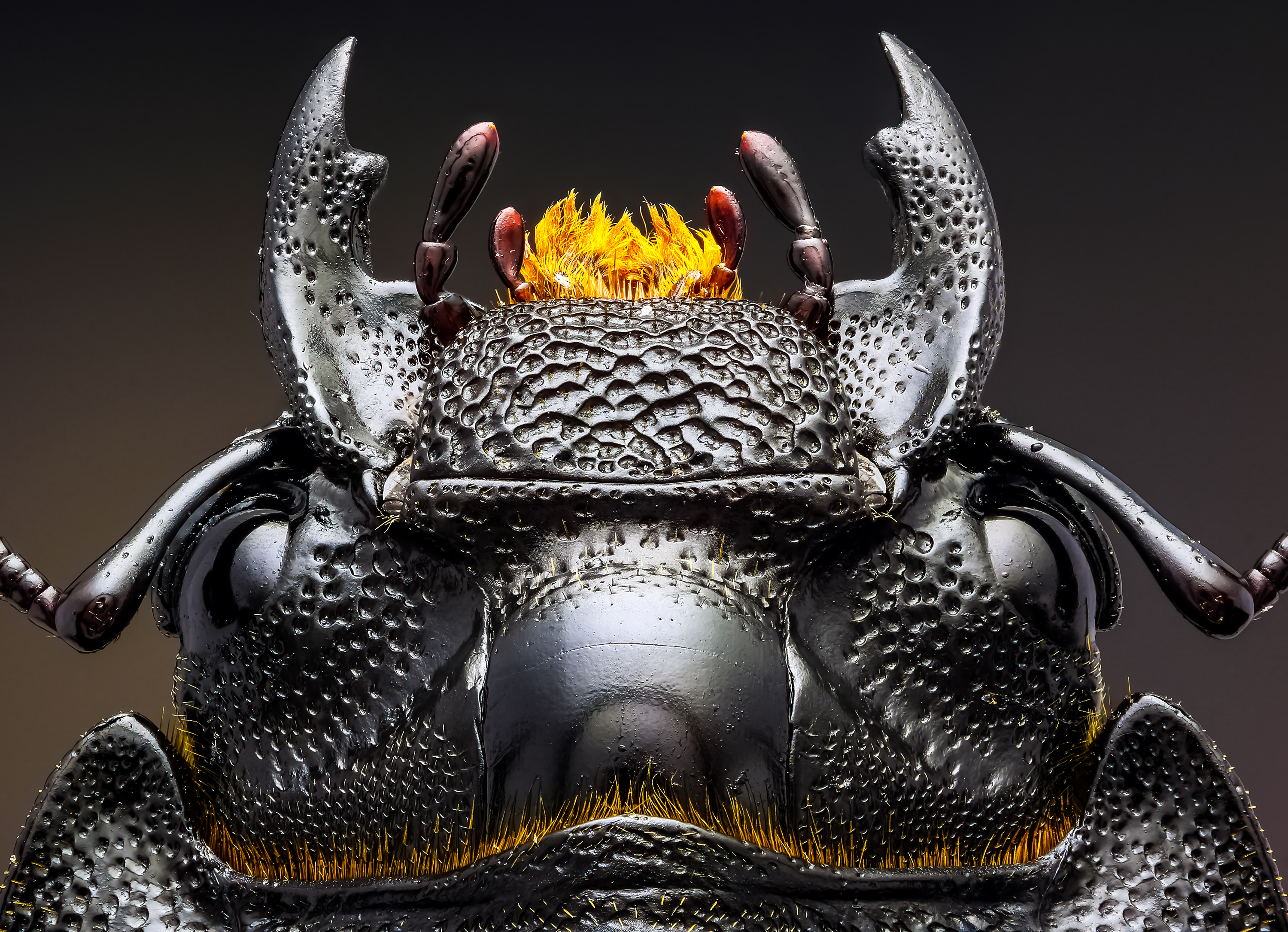
Cabeza de la hembra.

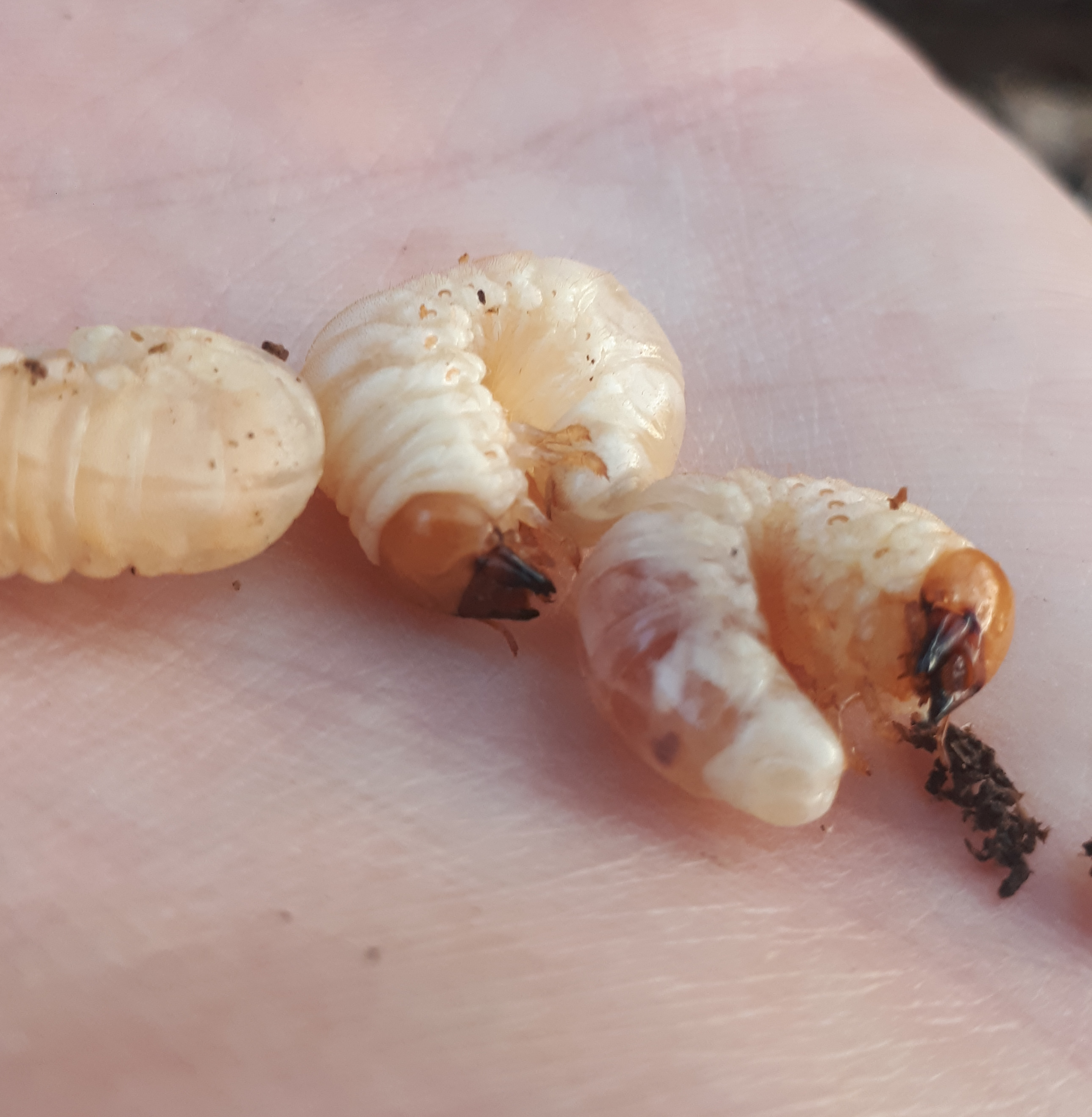
Dorcus parallelipipedus, larvas

## Dieta
Al igual que las de otros ciervos volantes, las larvas blancas con forma de C se alimentan de madera. Los adultos y las larvas se encuentran en la madera blanda y en descomposición de árboles de hoja ancha, especialmente fresnos (Fraxinus excelsior), hayas (Fagus sylvatica) y manzanos (Malus spp.). Los adultos no pueden comer alimentos sólidos, pero pueden beber la savia de los árboles y el líquido de los frutos caídos.

## Distribución
Su distribución es paleártica, encontrándose en casi toda Europa, norte de África y Oriente Próximo, en bosques, setos, parques y próximo a zonas urbanizadas. Vuela al atardecer, por lo que se le puede ver atraído por la luz de focos y farolas.

## Ciclo de vida y hábitat
Los escarabajos adultos se pueden encontrar en bosques, parques y setos en verano, a menudo descansando al sol en los árboles. Después de aparearse, las hembras ponen sus huevos en madera podrida y en descomposición. Las larvas tardan solo entre 1 y 2 años en desarrollarse, mucho menos que el Lucanus cervus, que puede tardar hasta 7 años. También viven hasta 2 años después de emerger de su pupa, a diferencia del escarabajo más grande que sólo vive unas pocas semanas como adulto.
Los adultos se dispersan volando y, a veces, se acercan a las luces exteriores. Se trata de una especie muy extendida en la mayor parte de Inglaterra y, en general, es común (excepto en el extremo norte) y llega a los jardines donde haya huertos, setos viejos o árboles grandes.